# Paul Simon in Concert/Live Rhymin'
Paul Simon in Concert/Live Rhymin' är Paul Simons första livealbum, utgivet i februari 1974. Det spelades in i juni 1973 i Royal Albert Hall i London.
På albumet medverkar gospel-gruppen The Jessy Dixon Singers (spår 7 till 11, på "Jesus is the Answer" medverkar inte Simon) och den sydamerikanska gruppen Urubamba (spår 4 till 6). På resten av låtarna är Paul Simon ensam med akustisk gitarr. 
Sex av låtarna härrör sig från Simon and Garfunkel-epoken, fem från soloåren (sju spår på den utökade utgåvan från 2011). "The Boxer" framförs med extraversen som inte finns i originalversionen.
Albumet nådde Billboardlistans 33:e plats.

## Låtlista
Samtliga låtar skrivna av Paul Simon förutom där annat anges.
1. "Me and Julio Down by the Schoolyard" - 2:47
2. "Homeward Bound" - 2:45
3. "American Tune" - 3:58
4. "El Condor Pasa (If I Could)" (Jorge Milchberg/Daniel Alomía Robles/Paul Simon) - 4:08
5. "Duncan" - 5:11
6. "The Boxer" - 6:11
7. "Mother and Child Reunion" - 4:00
8. "The Sound of Silence" - 4:27
9. "Jesus Is the Answer" (A. Crouch/S. Crouch) - 3:28
10. "Bridge over Troubled Water" - 7:10
11. "Loves Me Like a Rock" - 3:16
12. "America" - 4:35
13. "Kodachrome"
14. "Something So Right"

13-14 är bonusspår på den nya CD-utgåvan som gavs ut 17 maj 2011.